# Castelo de Ormiston
O Castelo de Ormiston é uma torre em ruínas do século 16, a cerca de 6.4 quilómetros a leste de Dalkeith, East Lothian, na Escócia e ao norte de Ormiston Mains.
Era anteriormente conhecido como a "Casa de Ormiston" e também é conhecidoa como Old Ormiston.
Havia também uma torre chamada Ormiston perto de Innerleithen, e outra chamada Torre de Ormiston perto de Kelso, ambas na região da Fronteira Escocesa.

## História
Os Lindsay foram os primeiros donos da propriedade. Mais tarde, os Cockburn adquiriram a propriedade no século XIV. Os ingleses ocuparam o castelo em 1547 quando John Cockburn de Ormiston aliou-se a eles no Rough Wooing. Em vingança, James Hamilton, duque de Châtellerault, trouxe canhões e retomou o castelo em fevereiro de 1548, queimando-o posteriormente. John Hope, segundo conde de Hopetoun comprou a propriedade em 1748.
George Wishart, o mártir protestante, foi levado do castelo pelo conde de Bothwell para St Andrews, onde o cardeal Beaton o mandou executou. Alexander Crichton de Brunstane evitou os homens de Bothwell, correndo à noite pela floresta de Ormiston e seguindo para o Castelo de Tantallon.